# Eudorylas semiopacus
Eudorylas semiopacus är en tvåvingeart som beskrevs av Lamb 1922. Eudorylas semiopacus ingår i släktet Eudorylas och familjen ögonflugor.
Artens utbredningsområde är Seychellerna. Inga underarter finns listade i Catalogue of Life.